# Pleurothallis secunda
Pleurothallis secunda är en orkidéart som beskrevs av Eduard Friedrich Poeppig och Stephan Ladislaus Endlicher. Pleurothallis secunda ingår i släktet Pleurothallis och familjen orkidéer. Inga underarter finns listade i Catalogue of Life.